# Baby Love (canción de The Supremes)
«Baby Love» es un sencillo de 1964 de la banda estadounidense femenina The Supremes para el sello discográfico Motown Records.
Fue escrito y producido por el equipo de producción principal de Motown: Holand–Dozier–Holand (H–D–H). La canción coronó y lideró la lista de los  Billboard Hot 100 en los Estados Unidos entre el 25 de octubre de 1964 y el 21 de noviembre de 1964, teniendo también un gran desempeño en las listas de Reino Unido. Es considerada una de las canciones más populares del siglo XX, ocupando el puesto 324 en la lista de la revista Rolling Stone entre Las 500 canciones más grandes de todos los tiempos.

## Historia

### Datos
"Baby Love" formó parte del segundo álbum de estudio de The Supremes, llamado "Where Did Our Love Go", y más tarde fue incluida en la banda sonora de la película de 1975 de comedia adolescente  "Cooley High" dirigida por Michael Schultz.
Estuvo nominada en 1965 para los Premios Grammy en la categoría Best Rhythm & Blues Recording, perdiendo contra el tema de Nancy Wilson "How Glad I Am".

## Personal
- Voz principal: Diana Ross.
- Coros: Florence Ballard y Mary Wilson.
- Todos los instrumentos: The Funk Brothers.
- Pisotones rítmicos: Mike Valvano

## Otras versiones
- En 1965, Annie Philippe hizo el cóver de esta canción en francés.
- En 1980, la actriz y cantante británica Honey Bane hizo una cover de la canción a petición de EMI. El sencillo alcanzó el puesto 58 en las listas de Reino Unido.
- En el 2000, el dúo británico Erasure grabó una versión de "Baby Love" que fue incluida en el compilado Motown Manía, y más tarde también en el EP de la banda llamado Moon & the Sky.
- En 2002, la cantante británica Emma Bunton también hizo una versionó la canción en su actuación en  Party at the Palace DVD.